# Emilianów (stacja kolejowa)
Emilianów – stacja kolejowa w Woli Rasztowskiej, w województwie mazowieckim, w Polsce.